# Deutsche Fußballmeisterschaft der A-Junioren 1981/82
Die deutsche Fußballmeisterschaft der A-Junioren 1982 war die 14. Auflage dieses Wettbewerbes. Meister wurde Eintracht Frankfurt, das im Finale den VfB Stuttgart mit 2:0 besiegte.

## Teilnehmende Mannschaften
An der A-Jugendmeisterschaft nahmen die 16 Landesverbandsmeister teil.
| Regionalverband Nord | Regionalverband West                                                                              | Regionalverband Südwest                                                                     | Regionalverband Süd | Berlin                 |
| - Schleswig-Holstein: VfB Lübeck - Hamburg: Hamburger SV - Bremen: Werder Bremen - Niedersachsen: Eintracht Braunschweig | - Westfalen: SG Wattenscheid 09 - Mittelrhein: SV Bayer 04 Leverkusen - Niederrhein: MSV Duisburg | - Rheinland: SpVgg EGC Wirges - Südwest: 1. FC Kaiserslautern - Saarland: 1. FC Saarbrücken | - Hessen: Eintracht Frankfurt - Baden: VfR Mannheim - Südbaden: SC Freiburg - Württemberg: VfB Stuttgart - Bayern: TSV 1860 München | - Berlin: BFC Preussen |

## Achtelfinale
Hinspiele: So 06.06. Rückspiele: So 13.06.
|                        | Gesamt |                        | Hinspiel | Rückspiel |
| ---------------------- | ------ | ---------------------- | -------- | --------- |
| VfB Stuttgart          | 3:0    | 1. FC Saarbrücken      | 2:0      | 1:0       |
| SG Wattenscheid 09     | 4:2    | VfR Mannheim           | 3:1      | 1:1       |
| 1. FC Kaiserslautern   | 7:1    | BFC Preussen           | 7:1      | 0:0       |
| SV Bayer 04 Leverkusen | 3:5    | TSV 1860 München       | 3:2      | 0:3       |
| Eintracht Frankfurt    | 10:10  | SpVgg EGC Wirges       | 9:0      | 1:1       |
| Hamburger SV           | 7:0    | SC Freiburg            | 3:0      | 4:0       |
| MSV Duisburg           | 2:5    | Eintracht Braunschweig | 2:0      | 0:5       |
| SV Werder Bremen       | 4:2    | VfB Lübeck             | 3:1      | 1:1       |

## Viertelfinale
Hinspiele: So 20.06. Rückspiele: So 27.06.
|                        | Gesamt |                    | Hinspiel | Rückspiel |
| ---------------------- | ------ | ------------------ | -------- | --------- |
| VfB Stuttgart          | 3:2    | SG Wattenscheid 09 | 1:0      | 2:2       |
| 1. FC Kaiserslautern   | 3:2    | TSV 1860 München   | 2:0      | 1:2       |
| Eintracht Frankfurt    | 7:1    | Hamburger SV       | 3:1      | 4:0       |
| Eintracht Braunschweig | 7:8    | SV Werder Bremen   | 4:2      | 3:6       |

## Halbfinale
Hinspiele: So 04.07. Rückspiele: So 11.07.
|                     | Gesamt |                      | Hinspiel | Rückspiel |
| ------------------- | ------ | -------------------- | -------- | --------- |
| VfB Stuttgart       | 9:1    | 1. FC Kaiserslautern | 5:0      | 4:1       |
| Eintracht Frankfurt | 12:30  | SV Werder Bremen     | 5:1      | 7:2       |

## Finale
| VfB Stuttgart                                                        | VfB Stuttgart | Eintracht Frankfurt | Eintracht Frankfurt |
| -------------------------------------------------------------------- | --- | --- | ------------------- |
| VfB Stuttgart                                                        | \| Sonnabend, 17. Juli 1982 um 15:30 Uhr in Karlsruhe (Wildparkstadion) \| \| Ergebnis: 0:2 (0:2) \| \| Zuschauer: 5.000 \| \| Schiedsrichter: Karl-Heinz Tritschler (Freiburg im Breisgau) \|                           | \| Sonnabend, 17. Juli 1982 um 15:30 Uhr in Karlsruhe (Wildparkstadion) \| \| Ergebnis: 0:2 (0:2) \| \| Zuschauer: 5.000 \| \| Schiedsrichter: Karl-Heinz Tritschler (Freiburg im Breisgau) \|                             | Eintracht Frankfurt |
| VfB Stuttgart                                                        | Werner Hoppe – Victor Lopes – Alexander Rasic, Thomas Knierling, Jürgen Schäfer – Werner Busenius, Udo Tochtermann, Egon Flad – Peter Ramsperger (69. Thomas Jäger), Uwe Bialon, Achim Glückler Cheftrainer: Hans Arnold | Hans-Jürgen Gundelach – Andreas Hofmann – Hans-Peter Boy, Mike Kahlhofen, Heiko Ernst – Thomas Kühn, Michael Gabriel, Stefan Wöber – Harald Krämer, Uwe Müller, Dennis Rieth (54. Thomas Berthold) Cheftrainer: Klaus Mank | Eintracht Frankfurt |
| VfB Stuttgart                                                        | 0:1 Harald Krämer (8.) 0:2 Harald Krämer (29.) | | Eintracht Frankfurt |
| VfB Stuttgart                                                        | Bialon | | Eintracht Frankfurt |
| VfB Stuttgart                                                        | Zeitstrafe : Bialon | | Eintracht Frankfurt |
| Sonnabend, 17. Juli 1982 um 15:30 Uhr in Karlsruhe (Wildparkstadion) | | |                     |
| Ergebnis: 0:2 (0:2)                                                  | | |                     |
| Zuschauer: 5.000                                                     | | |                     |
| Schiedsrichter: Karl-Heinz Tritschler (Freiburg im Breisgau)         | | |                     |